# Frédéric Lopez
Pour les articles homonymes, voir Frédéric Lopez (homonymie) et Lopez.
Frédéric Lopez, né le 4 avril 1967 à Pau (Basses-Pyrénées, 
actuellement Pyrénées-Atlantiques), est un journaliste, animateur de radio, animateur et producteur de télévision français.

## Biographie

### Famille et enfance
Enfant non désiré par son père qui le battait, il est élevé par sa mère femme au foyer, avec ses deux sœurs. Il déménage dix-neuf fois pendant son enfance en raison de l'emploi de croupier de casino de son père.

### Études et débuts
Après des études de marketing, il part quelques mois à New York faire des photos de mannequins avant de revenir à Paris et d’entrer à l'Institut pratique du journalisme (IPJ). Il en sort diplômé en 1991. La même année, il débute, en tant qu'animateur, sur Autoroute Info.

### Carrière
En 1992, Frédéric Lopez fait ses débuts à la télévision sur la chaîne Télé Lyon Métropole. Il y anime des talk-shows notamment La vie en face et réalise des reportages. La même année pour le magazine Zone interdite sur M6, il réalise le reportage de 52 minutes Créateurs de rêves sur les photographes de mode qui ont « rendu célèbres » les top models.
D'août 1995 à juin 1996, il coprésente avec Guillaume Durand LMI, le magazine de l'information le mardi à 22 h 30 sur TF1. Il devient ensuite envoyé spécial et correspondant pour LCI, chaîne sur laquelle il présente également le magazine Cinéma dont il est le rédacteur en chef.
Il rejoint France 2 en 1998, où il anime à partir de septembre des émissions consacrées au cinéma : Bouche à oreille qui « jette un rapide coup d'œil » sur les sorties de films en salles. Il anime, jusqu'en 2003, l'émission Comme au cinéma dont il est le rédacteur en chef et composée de reportages et d'interviews d'acteurs et réalisateurs.
En 1999, il apparaît en tant que présentateur du journal télévisé dans le film Monsieur Naphtali d'Olivier Schatzky, avec Élie Kakou.
Sur France 2, il présente en deuxième partie de soirée de 2000 à 2001, Alors, heureux ?, un magazine de société mensuel composé de reportages et de témoignages. Il est entouré de spécialistes, notamment de psychiatres. À partir de la rentrée 2001, il anime avec Églantine Éméyé le magazine Fallait y penser, dans lequel sont présentées des idées originales et inventions saugrenues permettant de faciliter la vie quotidienne des français.
De 2001 à 2004, en complément de son travail sur France 2, Frédéric Lopez présente sur Match TV le magazine d'actualité J'y étais, accompagné de chroniqueurs tels que Éric Zemmour, Sylvie Tellier, Sylvana Lorenz, Lynda Lacoste ou Alessandra Sublet.
En 2004, Frédéric Lopez crée l'émission Rendez-vous en terre inconnue dans laquelle il emmène une célébrité vers une destination du monde qu'elle ignore, jusqu'au moment où elle est dans l'avion, pour aller à la rencontre d'un peuple lointain aux coutumes et à la culture spécifiques. Le programme est diffusé sur France 5 de décembre 2004 (avec Thierry Lhermitte comme premier invité) à octobre 2005 puis sur France 2 depuis août 2006. À partir de décembre 2009, à la suite du prime-time, il présente en direct et en plateau Retour en terre inconnue qui permet de revenir sur l'aventure de la célébrité invitée qui se confie sur son expérience. Il coprésente cette deuxième partie de soirée avec Virginie Guilhaume de 2012 à 2016, puis avec Églantine Éméyé à partir de novembre 2016.
En septembre 2008, il crée et anime, sur la même chaîne le divertissement Panique dans l'oreillette, un projet qui lui tenait à cœur depuis plusieurs années[réf. nécessaire]. L'émission change de jour et d'horaire de diffusion plusieurs fois et réalise de bonnes audiences. Cependant, en juin 2010, il annonce qu'il décide d'arrêter cette émission, faute de moyens, en accord avec la direction de France 2.
En août 2010, il annonce son arrivée à la radio RFM où il propose, dès le début de septembre, un entretien, chaque jeudi de 19 à 20 heures avec une personnalité.
Le 15 novembre 2011, il anime sur France 2 Leurs secrets du bonheur en première partie de soirée, une émission mensuelle qui évoque les récentes découvertes scientifiques autour du bonheur. Après trois numéros, l'émission est arrêtée faute d'audience.
Du 27 août 2012 au 6 janvier 2014, il anime l'émission On va tous y passer en semaine de 11 à 12 h 30 sur France Inter en remplacement de l'émission Les Affranchis présentée en 2011 et 2012, par Isabelle Giordano. Dans cette émission humoristique, il est régulièrement surnommé « Captain Chorizo » par le chroniqueur Daniel Morin[pertinence contestée]. Il est remplacé le 6 par André Manoukian expliquant en direct à l'antenne qu'il doit « lever le pied »[pertinence contestée][source insuffisante].
D'octobre 2012 à juin 2014, il anime l'émission La Parenthèse inattendue en deuxième partie de soirée sur France 2 dans laquelle il invite trois personnalités de profession différente à vivre pendant 24 heures dans une maison isolée et à réfléchir sur leur parcours.
Il obtient un Gérard de la télévision en 2012 pour son émission Rendez-vous en terre inconnue. Il n'assiste pas à la cérémonie.
En septembre 2014, il participe au single inédit Kiss & Love au profit du Sidaction,.
En 2015, il tourne dans la web-série La Théorie des balls réalisée par Slimane Baptiste Berhoun. Il produit et anime également une nouvelle émission sur France 2 : Folie passagère diffusée en deuxième partie de soirée. Le dernier numéro a lieu le 25 mai 2016.
À partir du 5 septembre 2016, à la suite de la refonte des après-midis de France 2 et en remplacement de Toute une histoire présenté par Sophie Davant, il anime le magazine testimonial, Mille et une vies, chaque jour à 14 heures[réf. nécessaire], suivi de sa déclinaison Mille et une vie rêvées. Les deux émissions fusionnent le 17 octobre. Frédéric Lopez est relayé par Sophie Davant tous les vendredis à compter du 21 octobre. À partir de janvier 2017, l'émission n'est plus diffusée le mercredi. En avril, il annonce l'arrêt du programme qui est effectif le 29 juin 2017.
Sur le même concept que Rendez-vous en terre inconnue, il anime en 2018, en première partie de soirée sur France 2, l'émission Nos terres inconnues dans laquelle il emmène une célébrité dans un endroit de France (pour le premier numéro, Malik Bentalha dans les Cévennes). À 22 h 50, dans Nos terres inconnues, la suite, Frédéric Lopez reçoit chez lui la célébrité ainsi que tous les protagonistes qui témoignent après la diffusion du film.
Le 8 septembre 2018, il annonce qu'il arrête la présentation de Rendez-vous en terre inconnue, confiée à Raphaël de Casabianca (animateur de l'émission Échappées belles sur France 5). Il fait tout de même une apparition dans le premier numéro présenté par Raphaël de Casabianca, avec Franck Gastambide, le 19 mars 2019. Il cède également la présentation de Nos terres inconnues après le premier numéro[pourquoi ?].
Le 5 mai 2020, il participe avec le champion de tennis en fauteuil roulant Michaël Jeremiasz à l'émission Comme les autres, du nom de l'association de ce dernier[réf. souhaitée].
Frédéric Lopez intervient, le 18 novembre 2021, dans l'émission J'ai une idée pour la France présentée par Julian Bugier et diffusée en première partie de soirée sur France 2.
À partir du 23 octobre 2022, il anime l'émission Un dimanche à la campagne sur France 2, qui s'inspire de son ancienne émission La Parenthèse inattendue (diffusée entre 2012 et 2014 sur cette même chaîne) et succède ainsi à Michel Drucker dans la case du dimanche après-midi puisque Vivement dimanche a migré sur France 3.
Le 4 septembre 2024, il annonce exceptionnellement son retour dans l'émission Rendez-vous en terre inconnue à l'occasion des 20 ans de l'émission, partant avec Kendji Girac au Kenya. Ce dernier numéro présenté par Frédéric Lopez est diffusé en avril 2025.

## Synthèse de ses activités médiatiques

### Télévision
- 1992 :  La vie en face sur Télé Lyon Métropole
- 1995-1996 : LMI, le magazine de l'information sur TF1 : coprésentateur avec Guillaume Durand
- 1996-1998 : Cinéma sur LCI
- 1998-1999 : Bouche à oreille sur France 2
- 1999-2003 : Comme au cinéma sur France 2
- 2000-2001 : Alors, heureux ? sur France 2
- 2001 : Secrets d'été sur France 2
- 2001-2002 : Fallait y penser sur France 2
- 2001-2004 : J'y étais sur Match TV
- 2004-2019 & 2024 : Rendez-vous en terre inconnue sur France 5 puis France 2
- 2008-2010 : Panique dans l'oreillette sur France 2
- 2009-2019 : Retour en terre inconnue (suite de Rendez-vous en terre inconnue) sur France 2
- 2011 : Leurs secrets du bonheur sur France 2
- 2012-2014 : La Parenthèse inattendue sur France 2
- 2013 : C à vous sur France 5 : animateur remplaçant
- 2015-2016 : Folie passagère sur France 2
- 2016-2017 : Mille et une vies sur France 2
- 2018 : Nos terres inconnues sur France 2
- 2020 : Comme les autres sur France 2
- 2021 : J'ai une idée pour la France présenté par Julian Bugier sur France 2 : intervenant
- depuis 2022 : Un dimanche à la campagne sur France 2
- Depuis 2024 : Notre vraie nature sur France 2

### Radio
- 2010 - ? : J'irai au bout de mes rêves sur RFM : intervieweur[réf. nécessaire]
- 2012-2014 : On va tous y passer sur France Inter : animateur.

## Filmographie
- 1999 : Monsieur Naphtali, film d'Olivier Schatzky : le présentateur du JT
- 2015 : La Théorie des Balls, websérie de Slimane-Baptiste Berhoun : M. De la Verrerie (3 épisodes)
- 2018 : Alad'2, film de Lionel Steketee : lui-même (caméo)
- 2022 : Le Flambeau, les aventuriers de Chupacabra, série télévisée de Jonathan Cohen, Jérémie Galan et Florent Bernard : lui-même

## Vie privée
Il est aujourd'hui séparé de la mère de son fils. En novembre 2016, il révèle son homosexualité dans son émission Mille et une vies.

## Distinction
Il figure au classement du « plus beau mec de la télé 2010 » (8e place) dans le cadre du concours organisé par le magazine Têtu.

## Publications
- Frédéric Lopez, Xavier Rossi, Arnaud Brunet et Jean-Michel Turpin, Rendez-vous en terre inconnue, Paris, Éditions Aubanel, 2009, 212 p. (ISBN 978-2700607147).
- Céline Alvarez, Christophe André, Catherine Guéguen, Ilios Kotsou, Frédéric Lenoir, Caroline Lesire, Frédéric Lopez, Matthieu Ricard, Transmettre, ce que nous nous apportons les uns aux autres, (éditions de l'Iconoclaste, 288 pages, paru le 11 octobre 2017).

## Décorations
- Officier de l'ordre des Arts et des Lettres Il est promu officier le 12 mars 2019[17].
  -  Chevalier de l'ordre des Arts et des Lettres (2011)[18]